# 묵기추노
묵기추노(万俟醜奴, ? ~ 530년) 또는 만사추노는 북위(北魏)의 반란 지도자이며, 고평진(高平鎭) 출신이다.

## 생애
524년 호침(胡琛)을 따라 반란에 참여했으며, 525년 숙근명달(宿勤明達)과 함께 경주(涇州)로 진격하였다. 526년 호침이 사망하자 그 세력을 흡수했으며, 528년 고평(高平)에서 제위에 오른 뒤 연호를 신수(神獸)로 하였다. 529년 동진주(東秦州)를 공격해 자사(刺史) 고자랑(高子朗)을 죽였으며, 울지보살(尉遲菩薩)을 파견해 기주(岐州)를 습격하였으나 하발악(賀抜岳)과 가주혼원(可朱渾元)에게 패하였다.
이후 옹주자사(雍州刺史) 이주천광(爾朱天光)에게 패배한 뒤 평량(平凉)에서 붙잡혔으며, 낙양(洛陽)에 보내져 사형당했다.